# Saxifraga nathorstii
Saxifraga nathorstii is een plant van het geslacht steenbreek (Saxifraga), endemisch voor Groenland.
Het is een soort die vooral voorkomt op vochtige, stenige plaatsen.

## Etymologie en naamgeving
- Synoniemen: Saxifraga oppositifolia var. nathorstii Dusen, Boecherarctica nathorstii (Dusén) Á. Löve

De botanische naam Saxifraga is afkomstig van het Latijns saxum (rots) en frangere (breken), en betekent dus letterlijk 'steenbreker', wat slaat op het geliefkoosde habitat van deze planten.
De soortaanduiding nathorstii is een eerbetoon aan de Zweedse poolreiziger, geoloog en paleobotanist Alfred Gabriel Nathorst (1850–1921).

## Kenmerken
S. nathorstii is een overblijvende, laagblijvende matvormende plant die zich verspreidt via rizomen.
De stengelbladeren zijn slechts 5 tot 9 mm lang, glad en vlezig, tegenoverstaand, zittend, lijnlancetvormig tot ovaal, niet gelobt, met een gecilieerde, gave bladrand en stompe top.
De bloemen zijn alleenstaand of staan per twee, 3 tot 4 cm groot. De kroonbladen zijn 12 tot 15 mm lang, langer dan de kelkbladen, zalm- tot vlezig roze gekleurd, soms rood of oranje, zelden geel. Ze zijn ongevlekt maar soms violet gestipt.
De bloeitijd is in de zomer.

## Habitat, verspreiding en voorkomen
S. nathorstii komt voor in arctische moerassen, natte toendra, alluviale rivierbeddingen, verlande poelen en nunataks, van 0 tot 1200 m.
De soort is endemisch voor noordoostelijk Groenland.

## Taxonomie, verwante en gelijkende soorten
De Deense botanicus Böcher wist reeds in 1941 door cytologisch onderzoek aan te tonen dat S. nathorstii een alloploïde hybride zou kunnen zijn van de zuiltjessteenbreek (S. oppositifolia) en de gele bergsteenbreek (S. aizoides). De plant is inderdaad qua morfologie, fenologie en ecologie intermediair tussen de twee oudersoorten.
... · 
S. aizoides (Gele bergsteenbreek) · 
S. bryoides · 
S. cernua (Knikkende steenbreek) · 
S. facchinii · 
S. granulata (Knolsteenbreek) · 
S. hypnoides (Mossteenbreek) · 
S. nathorstii · 
S. oppositifolia (Zuiltjessteenbreek) · 
S. paniculata (Trossteenbreek) · S. tridactylites (Kandelaartje) · 
S. rosacea (Roosjessteenbreek) · 
S. rosacea subsp. sponhemica (Rijnse steenbreek) · 
S. rotundifolia (Rondesteenbreek) · 
S. umbrosa (Schildersverdriet)
...